# Embajada de España en Costa de Marfil
La Embajada de España en Costa de Marfil es la máxima representación legal del Reino de España en la República de Costa de Marfil. También está acreditada en la República de Liberia (1996).

## Embajador
El actual embajador es Rafael Soriano Ortiz, quien fue nombrado por el gobierno de Pedro Sánchez el 25 de septiembre de 2021.

## Misión diplomática
El Reino de España concentra su representación en el país en la embajada en la ciudad de Abiyán, capital del país hasta 1983, y actual ciudad diplomática de Costa de Marfil, tras el traslado de la capital a Yamusukro. La embajada española en Abiyán fue creada en 1968 cuando se hizo con carácter residente. Además, en Liberia existen un consulado honorario.

## Historia
El establecimiento de relaciones diplomáticas entre ambos países se remontan a mediados de los años 60 cuando el país alcanzó la independencia de Francia. En el ámbito político e institucional, las relaciones entre España y Costa de Marfil son cordiales y fluidas. El Estado marfileño valoró muy positivamente la permanencia de España en el país a lo largo de todo el conflicto postelectoral, incluido durante las fases más violentas.
Para Costa de Marfil, el papel de España y de la economía española en el ámbito de la Unión Europea es especialmente relevante. Se percibe un aumento
de la presencia española en África, sobre todo en África Occidental. En 1998 España figuró como primer “socio para el desarrollo” con Costa de Marfil y, otorgó a este país la consideración de prioritario para su cooperación internacional.
Costa de Marfil es considerada como país prioritario para España en el III Plan África.

## Demarcación
Costa de Marfil estuvo dentro de la demarcación de la Embajada española de Liberia desde 1964. Sin embargo, en 1968 se creó la embajada residente en Abiyán, antigua capital del país y actual capital diplomática de Costa de Marfil, con una demarcación propia.
Actualmente Costa de Marfil tiene un solo país dentro de su demarcación:
- República de Liberia: las relaciones diplomáticas entre España y Liberia se remontan a mediados del siglo XIX, cuando Liberia era uno de los dos únicos estados africanos independientes. España acreditó a los embajadores españoles en Liberia en 1954 y la embajada se mantuvo abierta hasta 1971 cuando las relaciones entre ambos países pasaron a depender de la Embajada española en Costa de Marfil. En 1979 se reabrió la embajada residente en Monrovia, poco después fue clausurada definitivamente en 1990 tras el comienzo de la guerra civil, ocupándose de los asuntos corrientes y estando acreditada ante las autoridades liberianas los embajadores españoles en Abiyán (Costa de Marfil), que se mantiene en la actualidad.

En el pasado la Embajada española en Costa de Marfil incluyó en su demarcación varios países de su entorno:
- República del Níger: Las Relaciones entre España y Níger se establecieron en los años 60 tras la independencia del país africano de su antigua metrópoli, Francia. Las relaciones entre ambos países quedaron adscritos a los embajadores españoles en Liberia en 1965, pero en 1969 fueron traspasados a la Embajada española en Costa de Marfil donde se mantuvieron hasta 2007, cuando el gobierno español estableció una embajada permanente y con el primer embajador residente en Níger.

- República Togolesa: la relaciones diplomáticas entre España y Togo se remontan a los años 60, cuando la Embajada española en Nigeria quedó acreditada en Togo hasta 1969 cuando pasaron a depender de la Embajada de España en Costa de Marfil. Finalmente desde 1979 la Embajada española en Ghana es la acreditada en el país africano.

- Burkina Faso: España y la república africana establecieron relaciones diplomáticas en 1964, entonces el país era conocido como Alto Volta, dependiendo de la Embajada española en Monrovia (Liberia) hasta 1971. Entre 1971 y 2014 la representación ante Uagadugú dependía de los embajadores españoles en Abiyán (Costa de Marfil). Desde 2015 la Embajada española en Malí esta acreditada ante el gobierno de Burkina Faso.

- República de Benín: la relaciones diplomáticas entre España y Benín, entonces llamada de Dahomey, el 25 de marzo de 1966. Entonces las relaciones diplomáticas con el país africano dependían de la Embajada española en Lagos (Nigeria), hasta que en 1968 fueron adscritas a la Embajada española en Abiyán. Finalmente, en 1979 regresaron a la Embajada española en Nigeria.

- República de Sierra Leona: según el decreto 2704/1964 por el que se aprobó la creación de la embajada no residente en Freetown y dependiente de la Embajada española en Monrovia hasta 1971. Los asuntos diplomáticos de Sierra Leona fueron cambiando varias veces de demarcación, así, entre 1971 y 1978 fue dependiente de la Embajada española en  Acra (Ghana); de 1980 a 1991 de vuelta a Liberia de 1992 a 1993 de Lagos, antigua Embajada española en Nigeria. Desde 1994 a 2008 de la Embajada española en Dakar y, desde 2012 a 2018 en la demarcación de Abiyán, ciudad diplomática de Costa de Marfil. Actualmente, está integrada dentro de la Embajada de España en Guinea.